# طواف إسبانيا 1982
طواف إسبانيا 1982 هو سباق دراجات هوائية أقيم بتاريخ 20 أبريل – 9 مايو، تكون السباق من 19 مرحلة وامتدّ لمسافة 3,456 كم، استغرق السباق 95 ساعة 47 دقيقة 23 ثانية. فاز به الإسباني مارينو ليخاريتا وحلّ ثانيا ميشال بولنتير.

## الترتيب
| م                     | الدرّاج          | البلد   | الزمن                     |
| --------------------- | --------------- | ------- | ------------------------- |
| الفائز بالترتيب العام | مارينو ليخاريتا | إسبانيا | 95 ساعة 47 دقيقة 23 ثانية |
| الثاني                | ميشال بولنتير   | بلجيكا  |                           |